# Blidsbergs församling
Blidsbergs församling var en församling i Skara stift och i Ulricehamns kommun. Församlingen uppgick 2006 i Redvägs församling. 

## Administrativ historik
Församlingen har medeltida ursprung.
Församlingen var till 2006 moderförsamling i pastoratet Blidsberg, Dalum och Humla som från 1983 även omfattade Kölaby församling. Församlingen uppgick 2006 i Redvägs församling.

## Kyrkor
- Blidsbergs kyrka